# 新美貴士
新美 貴士（にいみ たかひと、1993年9月26日 - ）は、日本の男性キックボクサー。愛知県安城市出身。名古屋JKファクトリー所属。元Krushフェザー級王者。

## 来歴
- 高校、大学時代はアマチュアボクシングで活躍し、大学在学時には全日本選手権にも出場を果たす。

### Krush参戦
- 2018年8月18日 - Krush.92にてプレリミナリーファイトでKrushデビュー。初戦のTETSU（現野田哲司）戦を3-0の判定勝利で飾った。
- 2019年6月1日 - KHAOS.8にて山浦力也からKO勝ち。
- 2019年8月24日 - K-1 WORLD GP 2019 JAPANにてK-1デビュー。プレリミナリーファイトで斗麗と対戦も0-3の判定負け。

### Krush王座獲得
- 2020年9月26日 - Krush.117でフェザー級王座決定トーナメント1回戦で知良と対戦予定だったが、相手選手の脱水症状で軽量不参加となってしまったため不戦敗となった。
- 2020年11月27日 - Krush.119にてフェザー級王座決定トーナメント準決勝で玖村修平と対戦。3ラウンド常に前進し続けるスタイルで3-0の判定勝ち。決勝では森坂陸と対戦し、延長までもつれ込んだが3-0の判定勝ちとなり下馬票を覆し第5代Krushフェザー級王座を戴冠した。
- 2021年2月27日 - Krush.122にて王者として初防衛戦を行う。対戦相手は一度敗れている斗麗で、この日も3ラウンド中盤までは劣勢かと思われたが、飛び膝に左フックを合わせダウンを奪取。結果2-0の判定勝ちとなり王座初防衛とリベンジを果たした。
- 2021年6月25日 - Krush.126では2度目の防衛戦で前回同様一度敗れている岡嶋形徒と再戦。1ラウンド開始早々に前に出て右フックをヒットさせ、ぐらついたところへさらにラッシュを仕掛け左フックがヒット。わずか16秒でのKO勝ちとなり2度目の王座防衛とリベンジに成功した。

### K-1への参戦
- 2021年9月20日 - K-1横浜大会でK-1本戦初出場。フェザー級上位陣の軍司泰斗と対戦するも判定負けとなった。
- 2021年12月18日 - Krush.132にて2021年3度目の防衛戦で篠塚辰樹と対戦。1ラウンド開始早々に飛び膝を仕掛けてきた篠塚に左ストレートでダウンを奪う。2ラウンド目にも飛び膝にフックを合せダメージを与えると、下がる相手に対しボディへの膝蹴りで立て続けに2度のダウンを奪取。ラストは右フックからの膝蹴りでこのラウンド3つ目のダウンとなりKO勝ちとなった。
- 2022年1月26日 - K-1 AWARDS 2021にて王座防衛回数3度と2つのKO勝ちが評価され、今回より新設されたKrush最優秀選手賞（MVP）に選出された。
- 2022年4月3日 - K-1 WORLD GP 2022 JAPAN ～K’FESTA.5～にて以前より対戦を望んでいた椿原龍矢と対戦。ローキックで攻め続けるも0-3の判定負けとなった。
- 2022年5月21日 - Krush.137のKrushフェザー級タイトルマッチで玖村修平と対戦。判定0-3で敗れ4度目の王座防衛に失敗した[1]。
- 2022年12月3日 - K-1 WORLD GP 2022 JAPAN～初代バンタム級王座決定トーナメント～にて國枝悠太とスーパーファイトで対戦。2-0の判定勝ちを収め連敗を3で止めた。
- 2023年6月16日 - Krush.150にて寺田匠と対戦。下馬評は寺田有利の声もあったが2ラウンド目に2度のダウンを奪い判定勝ち。[2]

## 戦績

### プロキックボクシング
| キックボクシング 戦績 | キックボクシング 戦績 | キックボクシング 戦績 | キックボクシング 戦績 | キックボクシング 戦績 | キックボクシング 戦績 | キックボクシング 戦績 |
| --------------------- | --------------------- | --------------------- | --------------------- | --------------------- | --------------------- | --------------------- |
| 29 試合               | (T)KO                 | 判定                  | その他                | 引き分け              | 無効試合              |                       |
| 17 勝                 | 8                     | 9                     | 0                     | 1                     | 0                     |                       |
| 11 敗                 | 0                     | 11                    | 0                     | 1                     | 0                     |                       |

| 勝敗 | 対戦相手           | 試合結果                    | 大会名 | 開催年月日     |
| ×    | 寺田匠             | 3R終了 判定0-3              | K-1 WORLD MAX 2025 【K-1 WORLD GPフェザー級タイトルマッチ】                                                                         | 2025年2月9日   |
| ○    | 大脇武             | 1R 2:16 TKO（左ストレート） | Krush.168 | 2024年11月23日 |
| ○    | 竹内将生           | 2R 1:45 KO（左ストレート）  | Krush.163 | 2024年7月27日  |
| △    | 魁斗               | 3R+延長1R終了 判定0-1       | HOOST CUP KINGS KYOTO 13 | 2024年3月10日  |
| ×    | ヤン・ミン         | 3R終了 判定0-3              | WLF 2023 Year-End Kung Fu Festival                                                                                                  | 2023年12月30日 |
| ×    | 稲垣澪             | 3R終了 判定0-3              | Krush 154 | 2023年10月21日 |
| ○    | 寺田匠             | 3R終了 判定3-0              | Krush.150 | 2023年6月16日  |
| ×    | 門口佳佑           | 3R終了 判定0-3              | Cygames presents RISE ELDORADO 2023                                                                                                 | 2023年3月26日  |
| ○    | 國枝悠太           | 3R終了 判定2-0              | K-1 WORLD GP 2022 JAPAN～初代バンタム級王座決定トーナメント～                                                                       | 2022年12月3日  |
| ×    | ワン・ジュングァン | 3R終了 判定0-3              | K-1 WORLD GP 2022 JAPAN ～K-1フェザー級世界最強決定トーナメント～ 【 K-1 WORLD GP 2022 K-1フェザー級世界最強決定トーナメント1回戦】 | 2022年8月11日  |
| ×    | 玖村修平           | 3R終了 判定0-3              | Krush.137 【Krushフェザー級タイトルマッチ】                                                                                         | 2022年5月21日  |
| ×    | 椿原龍矢           | 3R終了 判定0-3              | K-1 WORLD GP 2022 JAPAN ～K’FESTA.5～                                                                                               | 2022年4月3日   |
| ○    | 篠塚辰樹           | 2R 2:57 KO (右フック)       | Krush.132 【Krushフェザー級タイトルマッチ】                                                                                         | 2021年12月18日 |
| ×    | 軍司泰斗           | 3R終了 判定0-3              | K-1 WORLD GP 2021 JAPAN～よこはまつり～                                                                                             | 2021年9月20日  |
| ○    | 岡嶋形徒           | 1R 0:16 KO (左フック)       | Krush.126 【Krushフェザー級タイトルマッチ】                                                                                         | 2021年6月25日  |
| ○    | 斗麗               | 3R終了 判定2-0              | Kursh.122 【Krushフェザー級タイトルマッチ】                                                                                         | 2021年2月27日  |
| ○    | 森坂陸             | 3R+延長1R終了 判定3-0       | Krush.119 【Krushフェザー級王座決定トーナメント決勝戦】                                                                             | 2020年11月27日 |
| ○    | 玖村修平           | 3R終了 判定3-0              | Krush.119 【Krushフェザー級王座決定トーナメント準決勝】                                                                             | 2020年11月27日 |
| ×    | 岡嶋形徒           | 3R終了 判定0-3              | Krush.114 | 2020年7月11日  |
| ○    | 髙橋直輝           | 3R終了 判定3-0              | K-1 WORLD GP 2019 JAPAN～初代女子フライ級王座決定トーナメント＆スーパー・ライト級タイトルマッチ～                                   | 2019年12月28日 |
| ○    | 佐野天馬           | 3R終了 判定2-0              | Krush.107 | 2019年11月8日  |
| ×    | 斗麗               | 3R終了 判定0-3              | K-1 WORLD GP 2019 JAPAN ～日本vs世界・5対5＆スペシャル・スーパーファイトin大阪～                                                    | 2019年8月24日  |
| ○    | 山浦力也           | 3R 0:48 TKO（タオル投入）   | KHAOS.8 | 2019年6月1日   |
| ○    | ウー・ホイチャン   | 3R終了 判定3-0              | Dragon Fight | 2019年4月13日  |
| ○    | 岳恒               | 2R KO（膝蹴り）             | WLF 2019 | 2019年2月23日  |
| ○    | 鷹人               | 1R 1:43 TKO（パンチ連打）   | HOOST CUP KINGS NAGOYA 5 | 2018年12月23日 |
| ×    | 松本龍斗           | 3R終了 判定0-3              | Suk Wanchai MuayThai Super Fight vol.5                                                                                              | 2018年9月24日  |
| ○    | TETSU              | 3R終了 判定3-0              | Krush.92 | 2018年8月18日  |
| ○    | 山口将             | 1R 2:49 KO（3ノックダウン） | HOOST CUP KINGS NAGOYA 4 | 2018年5月20日  |

## 獲得タイトル
- 第5代Krushフェザー級王座（防衛3回）